# 藤原寛子 (藤原頼通女)
藤原 寛子（ふじわら の かんし/ひろこ、長元9年（1036年） - 大治2年8月14日（1127年9月30日））は、関白藤原頼通の長女。母は藤原祇子（藤原頼成の娘）。後冷泉天皇の皇后。別名四条宮。同母弟に藤原師実。

## 生涯
寛子の母祇子は素性がはっきりせず、母方の血統を重んじた当時身分低い女性から生まれたことは貴族社会において不利であったが、子女に恵まれなかった頼通にとっては待ちに待った娘であった。特に養女嫄子（後朱雀天皇中宮）が早世した後は、頼通はこの一人娘に皇太子誕生の命運を賭けて永承5年12月22日（1050年2月5日）後冷泉天皇に入内させ、さらに翌年2月13日（1051年3月27日）、皇后（皇后宮）に冊立する。既に中宮として章子内親王がいたが、通常ならば先立の中宮である章子を皇后宮、寛子を中宮とするところを章子の希望で章子は中宮のまま留め置かれ、寛子が皇后宮とされた。
父関白の強力な後見を受けて、歌合を催すなど風流を好んだ寛子の御殿は非常に華やかであった。その様子は、寛子に仕えた女房下野の私家集『四条宮下野集』に記されている。
しかし父頼通の多大な期待を背負い、素直な明るい気質で後冷泉天皇の篤い寵愛を受けたにもかかわらず、皇后寛子はついに子を産むことはなかった。治暦4年4月17日（1068年5月20日）、藤原歓子（叔父藤原教通の娘）の皇后（皇后宮）冊立を受けて皇后（中宮）に冊立。ここに史上唯一、三后が並立する事態となった。なお、皇后宮から中宮になったのは寛子ただ一人である。翌々日後冷泉天皇に先立たれた寛子は、同年12月に出家する。翌延久元年7月3日（1069年7月23日）皇太后、延久6年6月20日（1074年7月16日）太皇太后となる。彼女の晩年にあたる12世紀前半には、すでに摂関政治の栄華も過去のものとなっていたが、父頼通や伯母藤原彰子らその栄華の中心人物と直に接していた寛子は、藤原忠実（弟師実の孫）ら摂関家の人々から過去（摂関政治全盛期）の故実に通じた人として敬意が払われ、没後も「四条宮故実」として彼女による先例は重んじられた。忠実の言行を記した『富家語』や『中外抄』にも彼女の故事が登場している。
大治2年（1127年）、92歳という高齢で宇治別宅にて崩御した。92歳という年齢は、香淳皇后（昭和天皇后）が2000年（平成12年）に97歳で崩御するまで約870年もの間、皇后としては歴代最高齢記録であった。